# Ванкувер (Вашингтон)
Ванкувер (енгл. Vancouver) град је у америчкој савезној држави Вашингтон. По попису становништва из 2010. у њему је живело 161.791 становника.

## Демографија
Према попису становништва из 2010. у граду је живело 161.791 становника, што је 18.231 (12,7%) становника више него 2000. године.
|                   | 2010.            | 2000.            |
| Укупно            | 161 791 (100,0%) | 143 560 (100,0%) |
| Белци             | 123 347 (76,24%) | 117 958 (82,17%) |
| Хиспаноамериканци | 16 756 (10,36%)  | 9 035 (6,294%)   |
| Остали            | 8 779 (5,426%)   | 6 504 (4,531%)   |
| Азијати           | 8 146 (5,035%)   | 6 470 (4,507%)   |
| Афроамериканци    | 4 763 (2,944%)   | 3 593 (2,503%)   |

## Партнерски градови
- Џојо